# Francisque Gay

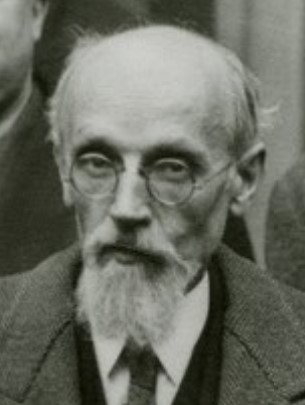
Francisque Gay (Januar 1946)

Francisque Olivier Désiré Gay (* 8. Mai 1885 in Roanne, Département Loire; † 23. Oktober 1963 im 14. Arrondissement, Paris) war ein französischer katholischer Journalist, Verleger und Politiker der PDP (Parti Démocrate Populaire) und später der MRP (Mouvement républicain populaire), der unter anderem zwischen 1945 und 1951 Mitglied der Nationalversammlung, 1946 Vize-Premierminister sowie zeitweise Staatsminister war. Er fungierte zudem von 1948 bis 1949 als Botschafter in Kanada.

## Leben

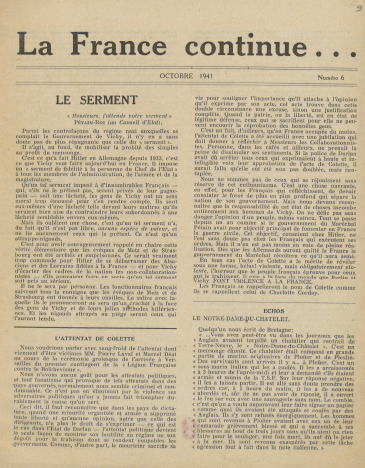
Titelseite der Untergrundzeitung „La France continue“ (Oktober 1941)

Francisque Olivier Désiré Gay, ein Großneffe des Ordensgeistlichen und römisch-katholischen Weihbischofs Isidore Clut OMI, besuchte die École Aux Lazaristes La Salle im fünften Lyoner Arrondissement, und unterrichtete als Schullehrer Englisch an einem Collège in Montpellier. 1909 verließ er den Schuldienst und gründete mit Edmond Bloud den Verlag Bloud et Gay. Er gründete 1924 die katholische Tageszeitung „La Vie catholique“ sowie 1932 „L’Aube“. Nachdem er 1924 aus der Liga der jungen Republik JR (Ligue de la jeune République) ausgetreten war, trat er der neu gegründeten Demokratischen Volkspartei PDP (Parti Démocrate Populaire) als Mitglied bei, und gründete 1938 gemeinsam mit Georges Bidault Nouvelles Équipes françaises, ein Zusammenschluss christdemokratischer Bewegungen. Während der deutschen Besetzung Frankreichs im Zweiten Weltkrieg gab er mit Henri de Montfort und Paul Petit zwischen 1941 und 1942 die der Widerstandsbewegung Résistance nahestehende Untergrundzeitung „La France continue…“ heraus. 
1944 gehörte Gay zu den Mitgründern der Volksrepublikanischen Bewegung MRP (Mouvement républicain populaire). Er wurde für die MRP bei der Wahl am 21. Oktober 1945 im ersten Wahlkreis des Département Seine zum Mitglied der Verfassunggebenden Nationalversammlung (Assemblée nationale constituante) gewählt und gehörte dieser beziehungsweise nach seinen Wiederwahlen am 2. Juni 1946 und 10. November 1946 der Nationalversammlung (Assemblée nationale) nach seinem Verzicht auf eine erneute Kandidatur bei der Wahl am 17. Juni 1951 bis zum 3. Juli 1951 an. Am 21. November 1945 wurde er als Staatsminister (Ministre d’État) in das Kabinett de Gaulle II berufen und bekleidete dieses Amt bis zum 23. Januar 1946. Im darauf folgenden Kabinett Gouin übernahm er zwischen dem 26. Januar und dem 12. Juni 1946 den Posten als Vize-Premierminister (Vice-président du gouvernement provisoire de la République française) und war damit neben Maurice Thorez von der PCF (Parti communiste français) Stellvertreter von Premierminister Félix Gouin. Im anschließend gebildeten Kabinett Bidault I übernahm er zwischen dem 24. Juni und dem 16. Dezember 1946 noch einmal die Funktion eines Staatsministers. Für seine Verdienste wurde er am 28. Juli 1938 zunächst Ritter der Ehrenlegion sowie am 28. Juli 1947 Offizier der Ehrenlegion. 
Im April 1948 löste Francisque Gay schließlich Jean de Hauteclocque als Botschafter in Kanada ab und verblieb auf diesem diplomatischen Posten bis zum 15. Juni 1949, woraufhin Hubert Guérin seine Nachfolge antrat. 1949 verlieh ihm die Universität Ottawa einen Ehrendoktor. Aus seiner Ehe mit Blanche Fromillon gingen sechs Kinder hervor. Eine seiner Töchter war die Ehefrau des Journalisten und Politikers Louis Terrenoire (1908–1992), der Mitglied der Nationalversammlung sowie zwischen 1960 und 1961 Informationsminister war. Nach seinem Tode infolge eines Herzinfarkts wurde Francisque Gay auf dem Pariser Cimetière du Montparnasse beigesetzt.

## Veröffentlichungen
- Bolchévisme et démocratie, 1919
- L’Irlande et la Société des Nations, 1921
- Comment j’ai défendu le pape, Bloud et Gay, Paris, 1927
- Non, lAction française n’a bien servi ni l’Église ni la France, Bloud et Gay, Paris, 1927
- Pour un rassemblement des forces démocratiques d'inspiration chrétienne, Bloud et Gay, Paris, 1935
- Dans les flammes et le sang, 1936.
- Pour en finir avec la légende. Rouges-chrétiens, Mémoire confidentiel, Éditions de l’Aube, 1937
- La Tchécoslovaquie devant notre conscience et devant l’Histoire, Éditions de l’Aube, 1938
- Gouverner avec la nation. D’abord dire la vérité au pays. Conférence prononcée vendredi 29 novembre 1946 au Théâtre Marigny sous les auspices des Conférences des ambassadeurs, Éditions du Mail, 1946
- Canada. XXe ciecle, 1949
- Les Démocrates d'inspiration chrétienne et l’Exercice du pouvoir, 1951

posthum
- Francisque Gay, ou, Quarante années de combat d'avant-garde. Hommages et témoignages pour le centenaire de sa naissance, 1885–1985, 1985

## Hintergrundliteratur
- Maurice Carité, Francisque Gay, le militant, Paris, Les Éditions ouvrières, 1966
- Élisabeth Terrenoire, Un combat d’avant garde. Francisque Gay et La Vie catholique, Paris, Bloud et Gay-Cerf, 1976
- Jean-Michel Cadiot: Francisque Gay, 1885–1963, Éditions Salvator, 2006 ISBN 2706-7-0439-X.